# Tânia Martins
Elvira Tânia Lopes Martins (Licínio de Almeida, Bahía, 23 de enero de 1957) es una poetisa y actriz brasileña.

## Biografía
Originaria en el distrito de Tauape (entonces perteneciente a Urandi y que actualmente integra el territorio de Licínio de Almeida, ya separada de aquella), desde la década de 1970 está radicada en Caetité, en el Estado de Bahía.
Es hija del matrimonio de Edvardes Santana Martins y Ana Evangelina Lopes Martins, realizando sus estudios primarios en su tierra natal, viniendo a Caetité para estudiar el nivel medio. Desde los once años comenzó a versificar, y recitaba sus trabajos en fechas cívicas y solemnes de su patria. 
En Caetité, ciudad con seculares tradiciones educacionales, vivenció esa vida cultural y educativa con experiencia, publicando su primera poesía: Sou, en el periódico universitario de Salvador O Shalom. Habiendo cursado magisterio, obtuvo su graduación de la licenciatura en 1975. 
Retornó al distrito donde nació, enseñando hasta 1985. Allí ayudó en la fundación del Centro Educacional Cenecista Padre Anchieta (de la cual llegó hasta vicedirectora), acumulando, de diciembre de 1976 a 1982, los trabajos del correo local. 
En 1986 fue transferida definitivamente a Caetité, por razones familiares. Enseñó por un breve período en el Instituto de Educação Anísio Teixeira (IEAT), y en el G. E. Monsenhor Bastos. 
Comenzó a publicar sus poemas en los periódicos Tribuna do Sertão, O Tibagi (de Telêmaco Borba, en Paraná) y O Impacto (de Vitória da Conquista).
A partir de la década de 1990 colaboró en el diario "Imagem", con sus poemas y también en la redacción y revisión.

## Obra poética
- 1993: lanzó su primer libro de poemas – Folha Solta[2] – con el apoyo de Francisco Adauto R. Prates. Allí reunió algunas de las poesías escritas a lo largo de su vida, num primeiro vôo solo

- agosto de 2000: publicó el libro Velas, que llegó a ser adoptado como paradidáctico en las actividades educativas en la ciudad de Caetité.[2]

- 2002: lanzó su tercer libro poético: Questão de Escolha, exponiendo la madurez lírica de su verba

Otros trabajos:
- Verso Natural, 2004
- Pura Beleza, 2004
- O Medo e a Ternura, 2005

## Activismo cultural
Siempre implicada en los movimientos culturales, varias veces planificó la creación de una academia de letras en Caetité, simiente que finalmente vio germinar en el año de 2001, junto a otros entusiastas del ideal. Asumió el cargo, poseyendo la silla número 3 Anísio Spínola Teixeira de la Academia Caetiteense de Letras, cuyo patrono es el educador Anísio Teixeira, integrando su primer directorio como secretaria. Allí también actuó en la secretaria editorial, sacando a la luz sus trabajos en la revista Selecta Acadêmica, colaborando ya sea con sus versos, ya sea en el trabajo de la publicación editorial.
En octubre del mismo año participó en la producción del libro Talhos e Retalhos, de la Secretaria Municipal de Educación, obra pionera en la divulgación e incentivación del arte de la escritura en las escuelas públicas de Caetité.
En 2005, después de una campaña de casi cuatro años, logró capitanear la primera edición del libro colectivo de la "Academia Caetiteense", intitulado Broto.

## Honores
- Antología y memoria en el VII Festival de invierno de Bahia[5]

Ciudadana destacada
- 12 de diciembre de 2009: designada en la Sesión Solemne realizada en la Cámara Municipal de Caetité[6]